# Donald Sewell Lopez jr.

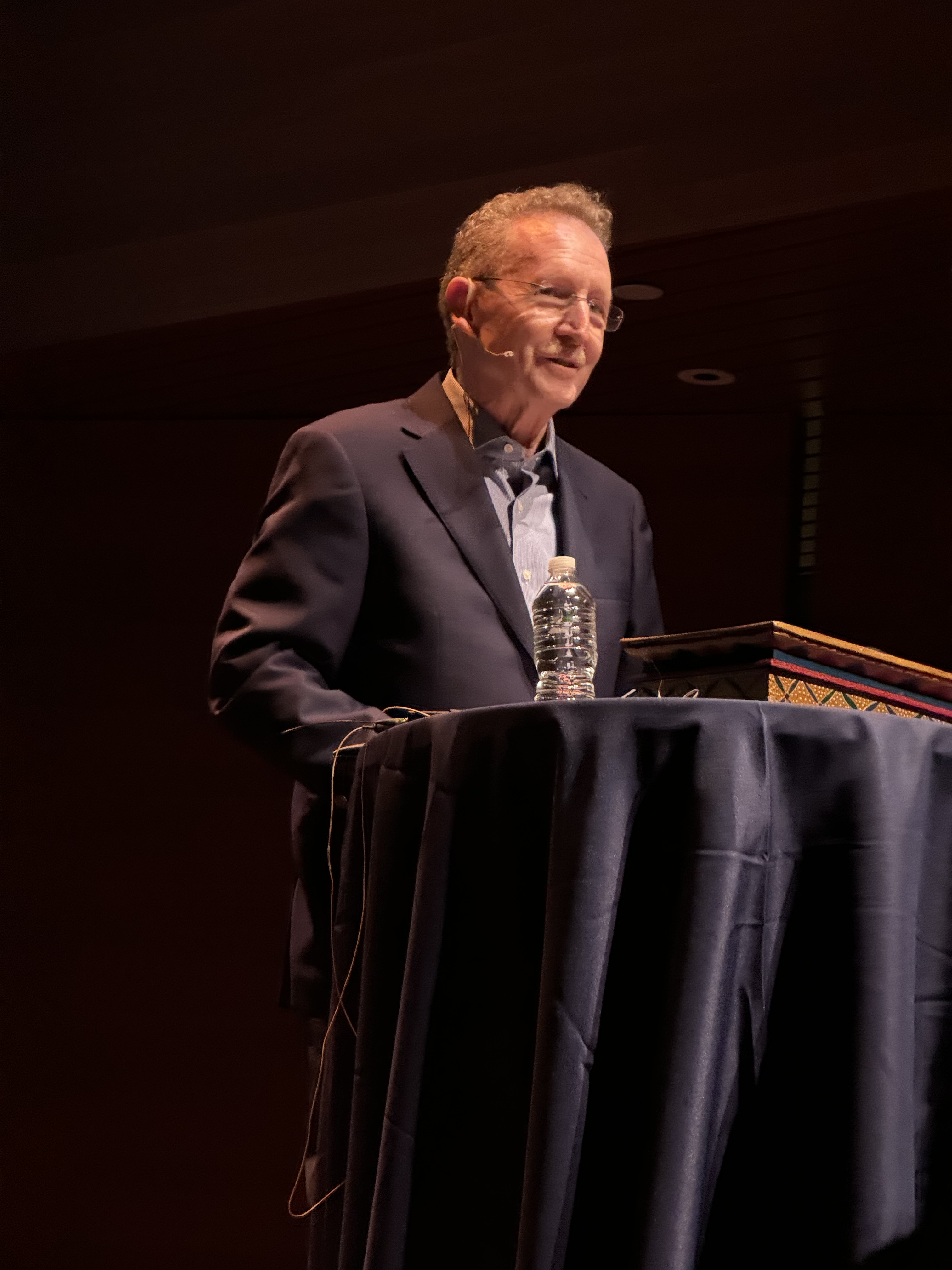
Donald Sewell Lopez jr.

Donald Sewell Lopez jr (Washington D.C., 1952) is een Amerikaans boeddholoog, tibetoloog en schrijver. Hij doceert aan de faculteit van Aziatische Talen en Culturen aan de Universiteit van Michigan. Hij is de zoon van de Amerikaans vliegenier Donald Sewell Lopez sr.
Lopez behaalde zijn bachelorsgraad aan de Universiteit van Virginia in godsdienstwetenschappen in 1974 en in de boeddhologie behaalde hij zijn master in 1977 en zijn doctoraat in 1982. Hij is gespecialiseerd in het Indiase Mahayana-boeddhisme en het Tibetaans boeddhisme en hij beheerst het klassiek en hedendaags Tibetaans.
Enkele van zijn boeken werden vertaald naar het Italiaans en Frans. Met zijn boek Prisoners of Shangri-La: Tibetan Buddhism and the West won hij de American Academy of Religion Award for Excellence in the Study of Religion in 1999.